# Хайбрахимов, Хайрула Силеевич
Хайрула Силеевич Хайбрахимов (1886 год, село Аллагулово, Ставропольский уезд, Самарская губерния, Российская империя — дата смерти неизвестна, село Уреки, Махарадзевский район, Грузинская ССР) — рабочий Урекского совхоза Министерства сельcкого хозяйства СССР, Махарадзевский район, Грузинская ССР. Герой Социалистического Труда (1949).

## Биография
Родился в 1886 году в крестьянской семье в селе Аллагулово Ставропольского уезда Самарской губернии (сегодня — Мелекесский район Ульяновской области). После окончания местной сельской школы трудился в личном сельском хозяйстве. В послевоенное время трудился рабочим в Урекском совхозе Махарадзевского района (сегодня — Озургетский муниципалитет) с центром в селе Уреки.
В 1948 году собрал в среднем с каждого дерева по 1454 мандарин с 403 плодоносящих мандариновых деревьев. Указом Президиума Верховного Совета СССР от 5 июля 1949 года удостоена звания Героя Социалистического Труда за «получение высоких урожаев сортового зелёного чайного листа и цитрусовых плодов в 1948 году» с вручением ордена Ленина и золотой медали «Серп и Молот».
Этим же Указом званием Героя Социалистического Труда были награждены директор совхоза Алфесий Семёнович Трапаидзе, главный агроном Вениамин Ивлианович Тодрия, заведующий отделением Илья Васильевич Маглакелидзе, бригадир Фёдор Григорьевич Анчербак, рабочие Ольга Егоровна Милаева, Кирилл Семёнович Мазурик, Ольга Кирилловна Мазурик, Зинаида Васильевна Ряшенцева, Мария Яковлевна Колыбельникова, Ольга Фёдоровна Пашкова и Меланья Артёмовна Радченко.
После выхода на пенсию проживал в селе Уреки Махарадзевского района. Дата смерти не установлена.

## Награды
Указом Президиума Верховного Совета СССР от 5 июля 1949 года «за получение высоких урожаев сортового зелёного чайного листа и цитрусовых плодов в 1948 году» удостоен звания Героя Социалистического Труда с вручением ордена Ленина и золотой медали «Серп и Молот».